# Villaconancio
Villaconancio es un municipio de la provincia de Palencia (España) perteneciente a la comarca de El Cerrato. Se localiza en el extremo sureste de la provincia, a 37 km de la capital, siendo por ello una de las villas más extremas del Cerrato palentino. Dista 4 km de Cevico Navero, 7 de Castrillo de Onielo y 11 de Baltanás.
El término municipal limita con Hérmedes de Cerrato, Cevico Navero, Castrillo de Don Juan, Castrillo de Onielo, y Baltanás. Su punto más alto es la montaña Mazorra (915 m).

## Geografía

### Comunicaciones
La carretera que nos lleva al punto concreto donde se sitúa Villaconancio, es la que se une a la carretera C-619 en su núcleo, recorre el valle del Cerrato, comunicando Villaconancio con los pueblos cercanos, situados de Este de Oeste sobre este valle (Cevico Navero, Castrillo de Onielo, y Cevico de la Torre) con el valle del Pisuerga al que se une en Dueñas.
Como apunte, debemos tener en cuenta la dificultad de comunicaciones transversales entre valles, las carreteras deben subir al páramo y a su vez, bajar.

## Historia
Provincia de Palencia. Antiguo Partido Judicial de Baltanás
La antiquísima villa de Villaconancio se halla situada en un valle regado por el arroyo Maderano (Maderón o "de Cerrato") y por otros arroyuelos afluentes del mismo.
Estas circunstancias de su término municipal pueden haber propiciado el establecimiento de hábitats humanos desde tiempos remotísimos.

### Edad Media
El topónimo de Villa-Conancio (Villa de Conancio), donde aparece el nombre propio de Conancio, que ya pertenecía a la onomástica hispano goda y que, incluso, está representada por el Obispo palentino Conancio (año 639), nos sugiere que, a pesar de que dicho topónimo sólo date de los siglos IX ó X, su tradición, tal vez pueda remontarse a tiempos visigodos o mozárabes.
En el último tercio del siglo IX, las huestes cristianas del Rey Don Alfonso III conquistaron esta zona.
Por esta época, o quizá, a principios del siglo X, sería repoblada esta villa.
También fue levantada una fortaleza que enlazaría con las murallas que circundaban el casco antiguo de Villaconancio, para aumentar su eficacia defensiva. Dicha muralla poseería, por lo menos, dos puertas almenadas.
En los primeros tiempos de la reconquista de esta villa, la misma pertenecería, sin duda, a un noble llamado Conancio.
En el siglo XI, durante el reinado de Don Fernando I "El Grande" (1037-1067), dicho monarca y los caballeros de la Corte hicieron numerosas donaciones al Monasterio de Arlanza, entre las que figuraba el lugar de Villaconancio.
En el siglo XII, fue comenzada la construcción de la primitiva Iglesia Parroquial de San Julián, de esta villa, de estilo románico, de la cual aún se conserva su doble ábside.
En 1163, el rey Don Alfonso VIII donó al bispo de Palencia, Raimundo II, el castillo de Cevico Navero y su limítrofe de Villaconancio.
En el siglo XIII, parece ser que se terminó de edificar el primitivo templo parroquial de San Julián, de esta villa, de cuya época se conserva el arco toral.
En 1345, el lugar de "Villa Conancio" pertenecía, en lo eclesiástico, al Arciprestazgo de Baltanás, Arcedianato de Cerrato y Diócesis de Palencia.
En aquella época, subsistía el primitivo templo parroquial de San Julián, mencionado anteriormente.
En 1352, el lugar de "Villa Conancio" pertenecía, en lo civil, a la Merindad de Cerrato y era lugar solariego de Ruy González de Castañeda, de Juana, mujer de Juan Rodríguez de Sandoval, de los hijos de Sancho Manuel y de la Orden de Santa María de la Vid.

### Edad Moderna
En 1475, el Concejo de Villaconancio seguía perteneciendo a la Merindad de Cerrato y satisfacía de tributos 6651 maravedíes.
En 1545, esta villa seguía perteneciendo, en lo eclesiástico, al Arciprestazgo de Baltanás, Arcedianato de Cerrato y Diócesis de Palencia.
En 1630, Domingo González Rioz, natural de esta villa de Villaconancio, desempeñaba el cargo de Escribano del Rey y del Número y Concejo del lugar de Cabezón, jurisdicción de la ciudad de Valladolid.
En 1752, Villa Conancio era villa de señorío de la Provincia de Palencia, con Alcalde Ordinario. Pertenecía al Duque de Béjar.
Las autoridades civiles de la villa eran las siguientes: Manuel Calvo, Alcalde Ordinario; José Villarrubia, Regidor y, Domingo Conde, Procurador Síndico General.
La autoridad eclesiástica era Don Francisco Puerta, cura párroco.
La población de esta villa era de 90 vecinos y había 84 casas habitables y 3 arruinadas.
Existían dos molinos harineros, de una rueda cada uno, en el arroyo Maderón (o Maderano) y veinte colmenares diseminados por el campo.
El término de esta villa comprendía 3679 obradas y cuatro cuartas de terreno; de las cuales, 700 eran de sembradora de secano, 2287 de monte bajo de encina y roble, 31 de prados pastizales y, el resto, de páramos, laderas e inculto.
Esta villa poseía, además, un término comunero llamado Los Alfoces, que disfrutaba, juntamente, con las villas de Cevico Navero, Antigüedad y Baltanás y con el Monasterio de San Pelayo de Cerrato, de la Orden de Premostratenses.
Dicho término de Los Alfoces tenía cinco leguas de circunferencia o perímetro.
En 1785, Villaconancio era villa de señorío secular del Partido de Cerrato en la Provincia de Palencia, con Alcalde Ordinario nombrado por el Marqués de Peñafiel.

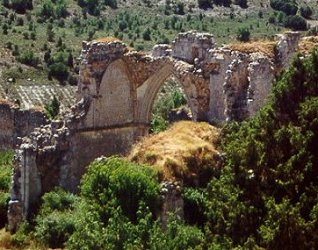
Restos del Monasterio de San Pelayo, en Cevico Navero

### Edad Contemporánea
En 1828, Villaconancio era villa secular del Partido de Cerrato en la Provincia de Palencia, con Alcalde Ordinario.
Contaba con una población de 153 vecinos (513 habitantes) y poseía una Parroquia y un Pósito.
El escritor Don Sebastián de Miñano -de quien proceden estos datos- describe así la ubicación geográfica de este pueblo: "Situado en uno de los dos valles de que se forma el que llaman de Cerrato, rodeado de montes de enebro y encina".
El término de esta villa, además de la cosecha anual de granos, también producía miel, cera y plantas medicinales.
En 1833, se arruinó el primitivo edificio románico de la Iglesia Parroquial de San Julián, de esta villa, cuyo templo ya había tomado la doble advocación de San Julián y Santa Basilia.
En 1850, Villaconancio era villa con Ayuntamiento del Partido Judicial de Baltanás en la Provincia y Diócesis de Palencia.
Su población era de 115 vecinos (598 habitantes) y había 140 casas y una Escuela de primeras letras concurrida por 28 niños.
Por entonces, seguía en ruinas el templo parroquial de San Julián y Santa Basilia y servía de Iglesia la Ermita de Nuestra Señora de Mediavilla, situada a un extremo del pueblo.
Había tres fuentes de buenas aguas a corta distancia de la villa y dos puentes sobre el arroyo Maderón.
Subsistían los dos molinos harineros sobre el citado arroyo Maderón (o Maderano).
Parte del término municipal se hallaba poblado de roble y encina y existía la industria de la elaboración del carbón vegetal.
En 1902, fue reedificada la Iglesia Parroquial de San Julián y Santa Basilia, de esta villa, cuyo primitivo templo románico se hallaba en ruinas desde 1833. La reconstrucción abarcó a la mayor parte del edificio, pues, sólo se conserva, de lo anterior, el ábside, el arco toral y algún otro elemento arquitectónico.
Y por último, en 1930, esta villa tenía una población de 529 habitantes de derecho y poseía 151 edificios y 156 albergues 
Autor:

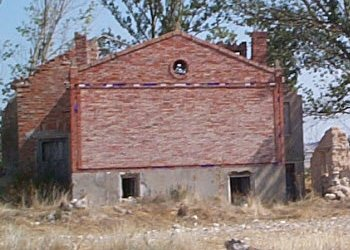
Restos del molino junto al arroyo Maderón

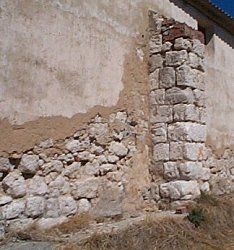
Restos de la antigua ermita, convertida hoy en almacén

El Cerrato Castellano. Manuel Vallejo del Busto. Diputación Provincial de Palencia. 1978

### Siglo XIX
Así se describe a Villaconancio en la página 111 del tomo XVI del Diccionario geográfico-estadístico-histórico de España y sus posesiones de Ultramar, obra impulsada por Pascual Madoz a mediados del siglo XIX:

VILLACONANCIO

Villa con ayuntamiento en la provincia y diócesis de Palencia (5 leguas), partido judicial de Baltanás (2), audiencia territorial y capitanía general de Valladolid (9).
Situada a 100 pasos del arroyo Maderón, en un valle y ladera dominada por cuestas. Su clima es templado, pero ventilado y propenso a dolores reumáticos y constipados.
Consta de 140 casas de mala construcción distribuida en calles irregulares pero limpias. Hay escuela de primeras letras concurrida por 28 niños y dotada con 1.124 reales, y 3 fuentes de buenas aguas, a corta distancia de la población.
La iglesia parroquial, cuyo edificio se arruinó en el año de 1833 toma por titulares a San Julián y Santa Basilia, y se halla servida por un cura de primer ascenso y un beneficiado; al presente sirve de iglesia la ermita de Nuestra Señora de Mediavilla, situada a un extremo del pueblo.
El término confina por N con Baltanás; E Cevico Navero; S Hérmedes, y O Castrillo de Onielo.
Su terreno disfruta de monte y llano, es de mediana calidad y parte se halla poblado de roble y encina. Le cruza el arroyo mencionado sobre el que hay 2 molinos harineros y 2 pequeños puentes.
Los caminos son locales y en mal estado. La correspondencia se recibe de Baltanás dos veces a la semana.
Producciones: trigo, cebada, centeno, anís, patatas y legumbres; se cría ganado lanar y cabrío; y caza de liebres, perdices y conejos.
Industria: la agrícola, y muchos de sus vecinos se dedican a la elaboración del carbón.
Comercio: la exportación del sobrante de sus productos y la importación de los artículos de que se carece.
Población: 115 vecinos, 598 almas.

Capital productivo: 422.735 reales. Imponible: 13.538. El presupuesto municipal asciende a 2.962 reales, y se cubre con el producto de las fincas de propios y otros arbitrios.

## Geografía humana

### Demografía
Cuenta con una población de 50 habitantes (INE 2024).
| Gráfica de evolución demográfica de Villaconancio entre 1842 y 2021                                                   |
| |
| Población de derecho según los censos de población del INE. Población de hecho según los censos de población del INE. |

| 1900 | 1910 | 1920 | 1930 | 1940 | 1950 | 1960 | 1970 | 1981 | 1991 | 2010 |
| 497  | 511  | 510  | 513  | 410  | 436  | 370  | 192  | 114  | 82   | 72   |

## Cultura

### Fiestas
En honor a los dos Santos, San Julián y Santa Basilisa, tienen lugar el 9 de enero.
En honor a la Virgen de Mediavilla, tienen lugar el 15 de agosto.